# Hens (cantante)
Antonio Hens (14 de diciembre de 1998), conocido artísticamente como Hens, es un cantante segoviano que alcanzó la fama como integrante del grupo Go Roneo. Paralelamente, el joven artista también publicaba sus propios temas, hasta que finalmente decidió emprender su carrera en solitario.
Actualmente, Hens es una de las figuras más representativas de la Nueva Ola del pop-rock español, un movimiento que recupera la esencia del pop español de los años 2000, con influencias de bandas icónicas de aquella época como El Canto del Loco o Despistaos.
El artista ha publicado dos álbumes: Hensito (2021) y No me odio tanto (2023). Entre sus temas más conocidos, se encuentra Batmóvil (Remix), Me encanta(s) o Dos días al Mes.

## Trayectoria musical

### Inicios
Desde pequeño, Hens mostró un gran interés por la música. A los 12 o 13 años comenzó a componer letras influenciado por el rap que escuchaba en su adolescencia. Sin embargo, no fue hasta los 15 años cuando decidió dar un paso más allá y empezó a combinar sus letras con bases musicales que encontraba en Internet. Fue en esta etapa cuando conoció a Delgao, quien ya tenía experiencia en el mundo de la música y lo animó a grabar su primer tema juntos.
No fue hasta 2020 cuando empezó a vivir de la música y pudo dejar su antiguo trabajo de camarero en un hotel.

### Go Roneo
En el verano del 2017, Hens cofundó la banda Go Roneo junto a sus amigos Delgao, Sesentay6 y Only. El grupo comenzó como un proyecto entre amigos, pero en 2019 lograron consolidarse con el lanzamiento de temas como Pop Pa’Tu Crush, Tu Carita y Soy un Capullo, que acumulan más de dos millones de reproducciones en Spotify.
Ese mismo año, Hens decidió probar suerte en solitario y lanzó Tu historia y La Mía, un single que marcó un antes y un después en su carrera, impulsándolo a un público más amplio. A partir de ese momento, el cantante continúo publicando canciones y dando conciertos con Go Roneo, mientras en paralelo desarrollaba su propio camino en solitario.
El grupo sacó temas que tuvieron bastante éxito, como Go Zorreo (2020), Nave Espacial (2021) o Cocacola y Mentos (2021). Sin embargo, en 2022, tras el crecimiento exponencial de las carrera individuales de los integrantes, la banda decidió disolverse. A pesar de ello, los cuatro miembros siguen manteniendo una estrecha amistad y han colaborado en varias ocasiones después de la separación del grupo.
Además, como regalo para los fans que los habían acompañado durante esos años, el grupo decidió despedirse publicando su primer y último álbum: Boyband Demos (2022) con canciones inéditas que el grupo no había llegado a sacar.

### Carrera en solitario
Tras el lanzamiento de temas como Intoxicao (2020), Desconfiao (2020) y Millones (2020), Hens comenzó a colaborar con otros artistas de La Nueva Ola. Entre sus colaboraciones más destacadas de ese año se encuentran Tal y Cual junto a Pole, Batmóvil (Remix) con Funzo y Baby Loud y Pole, y Otra Ronda Más junto a Belén Aguilera.
Finalmente, en 2021, el artista dio un gran paso en su carrera al lanzar su primer álbum, Hensito. Con este disco, logró consolidarse dentro de la escena musical gracias a canciones como Quedar Pa Joder, Dos Días al Mes y Me Encantas. Además, el álbum contó con colaboraciones de artistas como Recycled J, Walls y su excompañero de Go Roneo, Delgao.
En 2023, Hens publicó su segundo álbum, No Me Odio Tanto, en el que exploró una faceta más personal y madura. Entre los temas más destacados de este trabajo se encuentran Me Has Jodido el Ciclo del Sueño, Cuenta Conmigo y Mami.
Paralelamente a la publicación de sus singles y álbumes, el artista ha llevado su música a los escenarios con giras por toda España. Empezó actuando en salas pequeñas, que fueron creciendo en tamaño a medida que su popularidad aumentaba. Su ascenso culminó con el cierre de su gira No Me Odio Tanto Tour en el Movistar Arena (antiguo Wizink Center) el 23 de marzo de 2024, un hito que reafirmó su éxito.
Actualmente, Hens sigue consolidándose como una de las grandes promesas del pop español. Su talento y estilo han llamado la atención de artistas icónicos del género, como Melendi, Despistaos y Pignoise, quienes han contado con él para sus colaboraciones más recientes.

## Arte

### Estilo musical
Pop-rock español, indie, urbano. 

### Influencias
Hens bebe directamente del pop-rock español de los 2000, con influencias de bandas como Pignoise, Despistaos o Pereza. Sin embargo, su sonido se adapta a la música actual, incorporando el uso de autotune y fusionando estos referentes con ritmos más frescos y urbanos.

## Discografía
- Hensito (2021)
- No Me Odio Tanto (2023)

## Giras musicales
- Hensito Tour (2022)
- No Me Odio Tanto Tour (2023-2024)